# Ontario (Californië)
Ontario is een stad in de Amerikaanse staat Californië en telt 158.007 inwoners. Het is hiermee de 128e stad in de Verenigde Staten (2000). De oppervlakte bedraagt 128,9 km², waarmee het de 137e stad is.

## Demografie
Van de bevolking is 5,9% ouder dan 65 jaar en bestaat voor 15,1% uit eenpersoonshuishoudens. De werkloosheid bedraagt 4,6% (cijfers volkstelling 2000).
Ongeveer 59,9% van de bevolking van Ontario bestaat uit hispanics en latino's, 7,5% is van Afrikaanse oorsprong en 3,9% van Aziatische oorsprong.
Het aantal inwoners steeg van 133.270 in 1990 naar 158.007 in 2000.

## Klimaat
In januari is de gemiddelde temperatuur 12,4 °C, in juli is dat 23,7 °C. Jaarlijks valt er gemiddeld 422,1 mm neerslag (gegevens op basis van de meetperiode 1961-1990).

## Plaatsen in de nabije omgeving
De onderstaande figuur toont nabijgelegen plaatsen in een straal van 16 km rond Ontario.

## Geboren
- Bill Graber (21 januari 1911-1996), atleet
- Landon Donovan (4 maart 1982), voetballer